# نیکلای ناسکوف
نیکلای ناسکوف (روسی: Николай Иванович Носков؛ زادهٔ ۱۲ ژانویهٔ ۱۹۵۶) یک موسیقی‌دان اهل روسیه است. وی از سال ۱۹۸۱ میلادی تاکنون مشغول فعالیت بوده‌است.